# بين هاميلتون
بين هاميلتون (بالإنجليزية: Ben Hamilton)‏ هو لاعب كرة قدم أمريكية أمريكي، ولد في 18 أغسطس 1977 في منيابولس في الولايات المتحدة.

## وصلات خارجية
- بين هاميلتون على موقع مرجع كرة القدم المحترفة.كوم (الإنجليزية)